# Zeriassa
Genre
Synonymes
- Canentis Pavesi, 1897

Zeriassa est un genre de solifuges de la famille des Solpugidae.

## Distribution
Les espèces de ce genre se rencontrent en Afrique.

## Liste des espèces
Selon Solifuges of the World (version 1.0) :
- Zeriassa bicolor (Pocock, 1897)
- Zeriassa cuneicornis (Purcell, 1899)
- Zeriassa dubia Caporiacco, 1944
- Zeriassa furcicornis Lawrence, 1929
- Zeriassa inflexa Roewer, 1933
- Zeriassa intermedia Lawrence, 1953
- Zeriassa lawrencei Roewer, 1933
- Zeriassa lepida Kraepelin, 1913
- Zeriassa pardii Simonetta & Cave, 1968
- Zeriassa purcelli Hewitt, 1914
- Zeriassa ruspolii (Pavesi, 1897)
- Zeriassa spinulosa Pocock, 1898
- Zeriassa spiralis Roewer, 1933
- Zeriassa sudanica Roewer, 1933
- Zeriassa transvaalensis Lawrence, 1964
- Zeriassa tuxeni Lawrence, 1965
- Zeriassa wabonica Roewer, 1933

## Publication originale
- Pocock, 1897 : On the genera and species of tropical African arachnids of the order Solifugae with notes upon the taxonomy and habits of the group. The Annals and Magazine of Natural History, sér. 6, vol. 20, p. 249-272 (texte intégral).